# Line Islands
Die Line Islands, auf Deutsch auch Zentralpolynesische Sporaden, Linieninseln oder Linie-Inseln genannt, sind eine Inselkette im östlichen Zentralpazifik mit acht Atollen, drei Einzelinseln und einem überfluteten Korallenriff. Die gesamte Landfläche der Inseln beträgt knapp 504 km².

## Geschichte
Die erste Insel wurde am 24. Dezember 1777 von James Cook entdeckt und „Christmas Island“ (heute Kiritimati) getauft, als letzte der Inseln wurde 1825 Malden Island gesichtet. Die meisten der Line Islands wurden unter Berufung auf den 1856 verabschiedeten Guano Islands Act für die Vereinigten Staaten in Besitz genommen; das Kingmanriff, die Jarvisinsel sowie das Palmyra-Atoll sind noch heute in US-amerikanischem Besitz und stellen je ein Außengebiet der Vereinigten Staaten dar. Die übrigen Inseln waren seit 1888 zunächst britisches Territorium und wurden 1979 Teil des Inselstaates Kiribati.

## Bevölkerung
Zum Zeitpunkt der Entdeckung durch Europäer gab es auf den Line Islands keine indigene Bevölkerung, es wurden jedoch Hinweise auf eine frühe polynesische Besiedlung gefunden. Zur Produktion von Kopra wurden seit Beginn des 20. Jahrhunderts mikronesische Bewohner von den Gilbertinseln auf die Line Islands umgesiedelt. Heute sind drei Inseln (sie erhielten gilbertesische Namen) von insgesamt 11.252 Menschen laut Volkszählung 2020 (2010: 9236) permanent bewohnt und werden von Inselräten regiert. Auf dem Palmyra-Atoll befindet sich eine Forschungsstation mit wechselndem Personal.

## Geographie
Die Line Islands bilden eine 2334 km (Luftlinie – Kingman-Riff bis zur Insel Flint) lange, von Nordwest nach Südost gestreckte Inselkette, welche 718 km nördlich des Äquators beginnt und 1273 km südlich des Äquators endet.
Zu den Linien-Inseln gehören von Nord nach Süd:

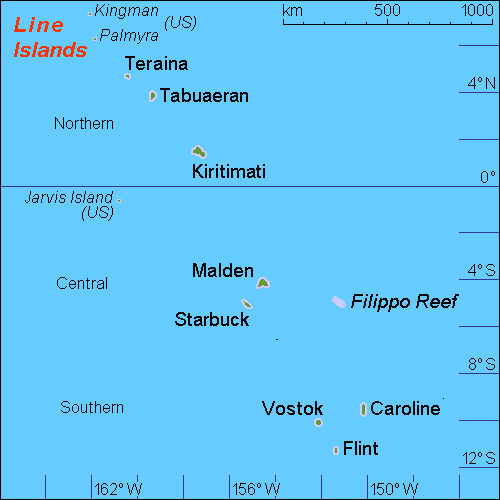
Karte der Line Islands

| Atoll/Insel/Riff                                                                             | Insel km² | Lagune km² | Entdeckt | Koordinaten           | Einwohner (2020) | Status                  |
| -------------------------------------------------------------------------------------------- | --------- | ---------- | -------- | --------------------- | ---------------- | ----------------------- |
| Nördliche Line Islands                                                                       |           |            |          |                       |                  |                         |
| Kingmanriff                                                                                  | 0,01      | 60,00      | 1798     | 06° 24′ N, 162° 24′ W | –                | US-Außengebiet          |
| Palmyra-Atoll                                                                                | 3,90      | 8,00       | 1798     | 05° 53′ N, 162° 05′ W | –                | US-Außengebiet          |
| Teraina (Washington)                                                                         | 14,20     | * 2,00     | 1798     | 04° 41′ N, 160° 23′ W | 1.893            | Teil Kiribatis          |
| Tabuaeran (Fanning)                                                                          | 33,70     | 110,00     | 1798     | 03° 52′ N, 159° 22′ W | 1.990            | Teil Kiribatis          |
| Kiritimati (Christmas)                                                                       | 384,40    | 324,00     | 1777     | 01° 54′ N, 157° 24′ W | 7.369            | Teil Kiribatis          |
| Zentrale Line Islands                                                                        |           |            |          |                       |                  |                         |
| Jarvis                                                                                       | 4,50      | –          | 1821     | 00° 22′ S, 160° 00′ W | –                | US-Außengebiet          |
| Malden                                                                                       | 39,30     | * 13,00    | 1825     | 04° 01′ S, 154° 56′ W | –                | Teil Kiribatis          |
| Filippo-Riff **                                                                              | –         | 1,50       | 1886     | 05° 30′ S, 151° 50′ W | –                | außerhalb jeglicher AWZ |
| Starbuck                                                                                     | 16,20     | * 4,00     | 1823     | 05° 38′ S, 155° 53′ W | –                | Teil Kiribatis          |
| Südliche Line Islands                                                                        |           |            |          |                       |                  |                         |
| Millennium Island (Hauptinsel des Millennium-Atolls; ehemals Long Islet des Caroline-Atolls) | 3,76      | 6,30       | 1795     | 09° 56′ S, 150° 13′ W | –                | Teil Kiribatis          |
| Vostok                                                                                       | 0,24      | –          | 1820     | 10° 04′ S, 152° 19′ W | –                | Teil Kiribatis          |
| Flint                                                                                        | 3,20      | * 0,01     | 1801     | 11° 26′ S, 151° 49′ W | –                | Teil Kiribatis          |
| Line Islands                                                                                 | 503,41    | 542,00     |          |                       | 11.252           |                         |

Da die Datumsgrenze hier ihre östlichste Lage hat, feiert man auf den Line Islands, genauer auf dem Caroline-Atoll, nach dem gregorianischen Kalender als Erste das Neue Jahr. Das Caroline-Atoll heißt neu Millennium-Atoll und die Hauptinsel Long Islet des Caroline-Atolls heißt seit 2001 Millennium Island, weil auf dieser Insel der erste Sonnenaufgang des 21. Jahrhunderts bzw. des 3. Jahrtausends am 1. Januar 2001 stattfand.

## Tier- und Pflanzenwelt
Da die Inseln eine vergleichsweise isolierte Lage aufweisen, sind sie ein bedeutendes Rückzugsgebiet für Meeresvögel. Einige der weltgrößten Vogelkolonien befinden sich auf den Line Islands, vor allem auf Palmyra (Rotfußtölpel), Kiritimati (Keilschwanz-Sturmtaucher) sowie Starbuck (Rußseeschwalbe). Daneben kommen auch Landvögel vor wie der seltene, endemische Kiribatirohrsänger. Auch der Palmendieb, eine Krebsart, hat hier seine weltweit größten Populationen. An Säugetieren sei die Polynesische Ratte genannt, die vermutlich durch polynesische Siedler auf einige der Line Islands gebracht wurde. Durch den Abbau von Guano, das Anpflanzen von Kokospalmen sowie die eingeschleppten Säugetiere wurde den heimischen Tier- und Pflanzenarten jedoch großer Schaden zugefügt; so gibt es beispielsweise nur noch wenige ursprüngliche Wälder aus Pisonia-Bäumen. Vom kaum über den Meeresspiegel ragenden Kingmanriff abgesehen weist lediglich die Insel Vostok eine nahezu ursprüngliche Natur auf. Viele der zu Kiribati gehörenden Inseln wurden von den Vereinten Nationen zu einem Wildlife Sanctuary erklärt, die Inseln in amerikanischem Besitz gehören zu den Pacific Island Wildlife Refuges und werden vom U.S. Fish & Wildlife Service verwaltet.